# Rubén Antoñanzas
Rubén Antoñanzas Blanco (Logroño, 20 de marzo de 1972) es un perito de seguros y político español perteneciente al partido de ámbito provincial Partido Riojano, el cual ha presidido de 2017 a 2025. Es igualmente concejal del ayuntamiento de Logroño desde las elecciones municipales de España de 2015.

## Biografía
Rubén Antoñanzas nació el 20 de marzo de 1972 en Logroño, entonces parte de la provincia homónima en los últimos años de la dictadura en España.
A los 18 años comenzó a participar en el ámbito asociativo provincial, haciéndose voluntario del Grupo Scouts Sierra de Cameros de Logroño, fundado en 1976. Participaría notablemente en el mundo asociativo, llegando a presidir el Consejo de la Juventud de Logroño, el Consejo de la Juventud de La Rioja, el Centro Europeo de Promoción e Interpretación del Medio Rural (CEIP), su Grupo Scout Sierra de Cameros, la asociación Scout La Rioja, que aglutina los grupos scouts de la provincia y la Asociación vecinal Madre de Dios, del barrio homónimo de Logroño desde 2012.

### Carrera política
Su primera incursión política sería fue la participación en las elecciones municipales de España de 2011 a las que se presentó en Logroño integrando la candidatura de «Ciudadanos por Logroño», un partido partido formado por el exalcalde de Logroño Julio Revuelta tras su salida del Partido Popular. Antoñanzas ocupó el tercer puesto de la candidatura que no obtuvo representación en el consistorio riojano.
Tras las elecciones, la firma de Revuelta se unió a los regionalistas del Partido Riojano, que en la siguiente cita electoral de 2015 presentaron a Antoñanzas como candidato a la alcaldía de Logroño en las elecciones municipales. El PR pudo asegurar 4086 votos, que le valieron 1 de los 27 concejales de la capital riojana.
El 3 de junio de 2017 tuvo lugar el XV Congreso del Partido Riojano en el que el equipo de Antoñanzas sería el más votado,. nombrándoles presidente de la formación regionalista.
Para las elecciones municipales de 2019, Antoñanzas volvió a encabezar la candidatura a la alcaldía de Logroño, que mantendría un voto similar, acumulando el PR+ 4173 votos que le bastaron para revalidar la concejalía de Rubén Antoñanzas. Durante esta etapa, Rubén Antoñanzas fue concejal de Deportes.

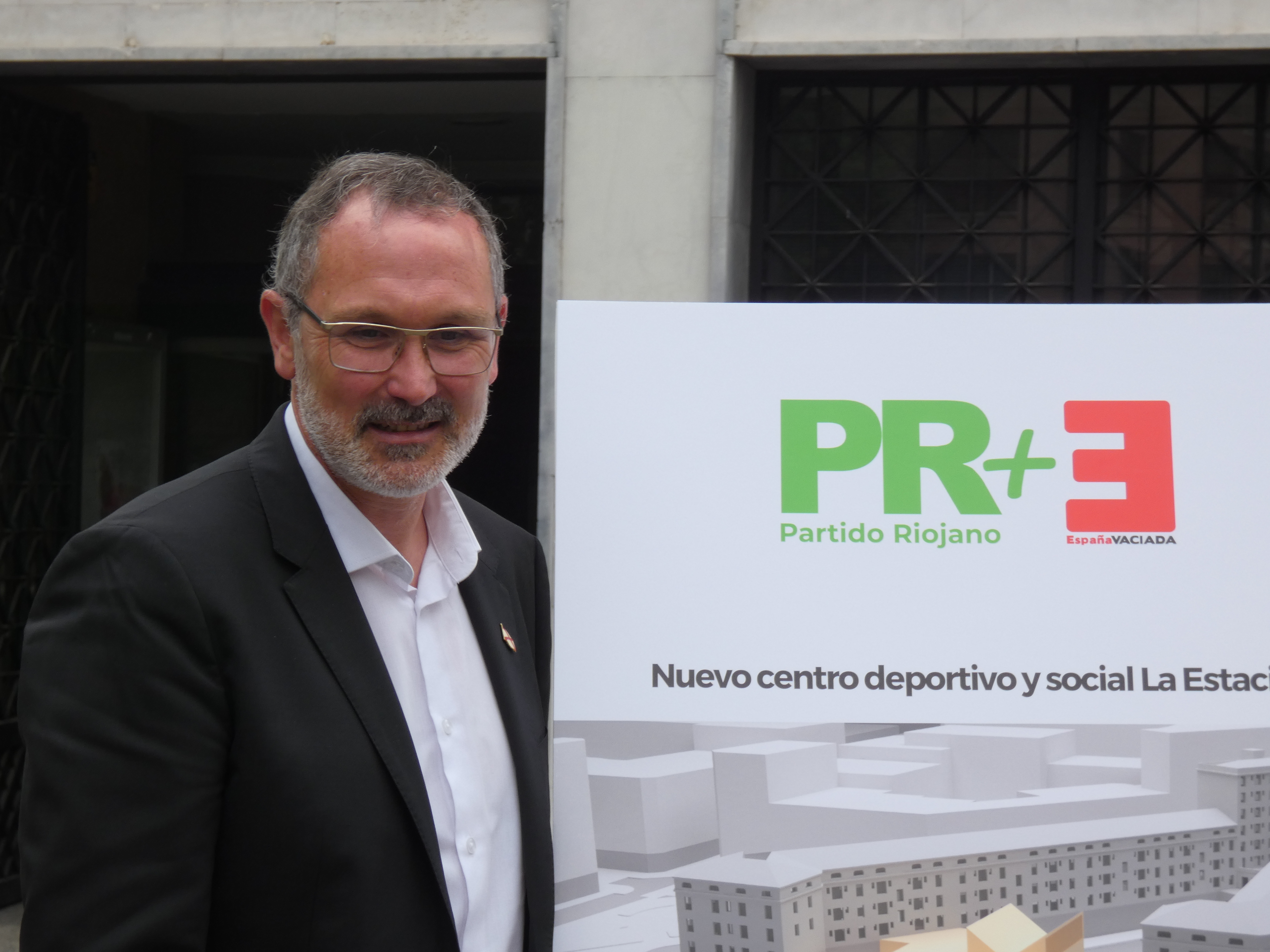
Rubén Antoñanzas durante la campaña electoral del 28 de mayo de 2023.

Tras un periodo legislativo en el que internamente el partido debió trabajar en asegurar y reforzar su militancia y presencia (el PR+ llevaba dos elecciones autonómicas sin conseguir representación en el Parlamento de La Rioja y a cada elección municipal perdían votos y concejales), Antoñanzas y su equipo fueron electos al frente del PR+ nuevamente en el XVI Congreso del Partido Riojano celebrado el 18 de diciembre de 2021.
El PR+ llegó a las elecciones de 2023 con un acuerdo electoral con España Vaciada, una plataforma que había ganado notoriedad en los últimos años, especialmente en Castilla y León. En las municipales de 2023, Rubén Antoñanzas encabezó la candidatura PR+E (Partido Riojano más la España Vaciada), coalición que no funcionó demasiado bien en ninguna de las dos elecciones; pero que en Logroño mantuvo un número cercano al obtenido en los dos comicios anteriores con 3937 votos que sirvieron para asegurar un tercer periodo de Antoñanzas como concejal de la ciudad.
El 15 de julio de 2025 anunció su dimisión como presidente del Partido Riojano explicando que la decisión se debía a la necesaria renovación de los partidos políticos, agradeciendo la confianza de los militantes durante dos mandatos y señalando la necesidad de contar en La Rioja con un partido regionalista fuerte, después de que en las elecciones al Parlamento de La Rioja de 2023 las tres candidaturas regionalistas (PR+, Por La Rioja y Vinea) no obtuviesen ninguno de los 33 escaños entre las tres.